# 粗壯高原鰍
粗壯高原鳅（学名：Triplophysa robusta）为輻鰭魚綱鯉形目條鳅科高原鳅属的鱼类，俗名麻鳅，是中国的特有物种。分布于黄河上游及其支流洮河、湟水、大通河、嘉陵江上游、白水江上游等，體長可達15.8公分，棲息在河川底從水域，生活習性不明。该物种的模式产地在甘肃。

## 扩展阅读
維基物種上的相關：粗壯高原鳅
- 黄河土著鱼类列表